# Supercopa d'Europa de futbol 2022
La Supercopa de la UEFA 2022 va ser la 47a edició de la Supercopa de la UEFA, partit anual de futbol organitzat per la UEFA que enfronta als guanyadors de les dues principals competicions europees a nivell de clubs, la Lliga de Campions i la Lliga Europa. La final la van jugar el Reial Madrid Club de Futbol espanyol, campió de la Lliga de Campions de la UEFA 2021-22 i l'Eintracht Frankfurt alemany, vencedor de la Lliga Europa de la UEFA 2021-22, en l'Estadi Olímpic de Hèlsinki, a la ciutat de Hèlsinki, Finlàndia, el 10 d'agost de 2022.
El partit va ser el primer oficial tant a Europa com en competicions UEFA amb la tecnologia del fora de joc semiautomatitzat (SAOT - Semi-automated offside technology), que també serà utilitzat per la FIFA en la Copa Mundial de Futbol de 2022.
El Reial Madrid va guanyar a l'Eintracht Frankfurt per 2-0, aconseguint així la cinquena Supercopa d'Europa del club.

## Participants
En negreta les edicions que l'equip va guanyar.
| Club                | Via de classificació                              | Participacions prèvies                       |
| ------------------- | ------------------------------------------------- | -------------------------------------------- |
| Reial Madrid        | Campió de la Lliga de Campions de la UEFA 2021-22 | 7 (1998, 2000, 2002, 2014, 2016, 2017, 2018) |
| Eintracht Frankfurt | Campió de la Lliga Europa de la UEFA 2021-22      | Debutant                                     |

## Final
| Reial Madrid                        | 2–0 | Eintracht Frankfurt |
| ----------------------------------- | --- | ------------------- |
| David Alaba 37' · Karim Benzema 65' |     |                     |

 Estadi Olímpic de Hèlsinki, Hèlsinki,  Finlàndia
| Supercopa d'Europa 2022   |
| ------------------------- |
|                           |
| Reial Madrid Cinquè títol |